# Streblocera nocturnalis
Streblocera nocturnalis är en stekelart som beskrevs av Ku 1997. Streblocera nocturnalis ingår i släktet Streblocera och familjen bracksteklar. Inga underarter finns listade i Catalogue of Life.